# Mothers and Sons
Mothers and Sons è un'opera teatrale del drammaturgo statunitense Terrence McNally, debuttata a Broadway nel 2014. La piece è un sequel del precedente lavoro di McNally Andre's Mother, debuttata nel 1990.

## Trama
Katharine Gerard ha perso il figlio, morto di AIDS, da vent'anni e decide di andare a trovare Cal, l'ex partner del figlio. Ora Cal è sposato con Will e la coppia ha un bambino. Katharine e Cal provano a riconciliarsi.

## Produzioni
Mothers and Sons debuttò al Bucks County Playhouse in Pennsylvania nel giugno 2013, con la regia di Sheryl Kaller e Tyne Daly, Manoel Felciano e Bobby Steggert nel cast.
Il debutto a Broadway avvenne il 24 marzo 2014 al John Golden Theatre e la piece rimase in cartellone per 104 repliche fino al 22 giugno. Sheryl Kaller curava anchora la regia e il cast comprendeva Tyne Daly (Katharine), Frederick Weller (Cal), Bobby Steggert (Will) and Grayson Taylor (Bud). Mothers and Sons ottenne due candidature ai Tony Award, miglior opera teatrale e miglior attrice protagonista per Daly.